# Кітон Паркс
Кітон Паркс (англ. Keaton Parks, нар. 6 серпня 1997, Плейно) — американський футболіст, півзахисник «Нью-Йорк Сіті» та національної збірної США.

## Клубна кар'єра
Народився 6 серпня 1997 року в місті Плейно. Грав у футбол за команду Середньої школи Фріско, а потім знаходився у структурі клубу «Ліверпуль Варріорс». Завдяки тренеру команди Паркс отримав можливість побувати на стажуванні у семи португальських командах, зокрема у «Бенфіці», «Бразі» та «Спортінгу», де перспективного американця помітили представники клубу другого португальського дивізіону «Варзіма», з якими Кітон 2015 року і підписав контракт. У першому сезоні 2015/16 півзахисник виступав за резервну команду, після чого був переведений першу команду.
За основну команду дебютував 4 вересня 2016 року в матчі проти «Авеша» у Сегунда-лізі. 17 грудня у поєдинку проти «Фамалішао» Кітон забив свій перший гол за «Варзім». 
25 липня 2017 року Паркс підписав з чемпіоном Португалії, лісабонською «Бенфікою», де для отримання ігрової практики почав виступати за дублюючий склад. В першій команді у Сангріш-лізі дебютував 17 грудня в матчі проти «Тондели», замінивши у другому таймі Андре Алмейду. Так і не ставши основним гравцем, 19 січня 2019 року Паркс був відданий в оренду на рік в клуб МЛС «Нью-Йорк Сіті», де за сезон зіграв у 23 іграх чемпіонату і став переможцем Східної конференції МЛС.
На початку 2020 року перейшов до команди з Нью-Йорка на умовах повноцінного контракту.

## Виступи за збірну
29 травня 2018 року дебютував в офіційних іграх у складі національної збірної США в товариському матчі проти збірної Болівії (3:0), замінивши у другому таймі Джо Корону.
| Дата       | Місто  | Господарі | Результат | Гості   | Турнір           | Голи | Примітки |
| ---------- | ------ | --------- | --------- | ------- | ---------------- | ---- | -------- |
| 29-05-2018 | Честер | США       | 3 – 0     | Болівія | товариський матч | -    | 61'      |
| Усього     |        | Матчів    | 1         |         | Голів            | 0    |          |